# Distretto di Wanbailin
Il distretto di Wanbailin (万柏林区S, Wànbáilín QūP) è un distretto della Cina, situato nella provincia dello Shanxi e amministrato dalla prefettura di Taiyuan.